# Aguijanrohrsänger
Der Aguijanrohrsänger (Acrocephalus nijoi) ist eine nach Kenntnisstand der IUCN ausgestorbene Singvogelart aus der Gattung der Rohrsänger. Er war auf der Marianeninsel Aguijan endemisch und war früher mit dem Guamrohrsänger, dem Paganrohrsänger und dem Mangarevarohrsänger konspezifisch. 2012 wurde er als eigenständige Art abgespalten. Das Artepitheton bezieht sich auf Baron Nijō Toyomoto (二条 豊基, 1909–1944), der für Yamashina Yoshimaro die Typusexemplare gesammelt hatte.

## Merkmale
Der Aguijanrohrsänger erreichte eine Körperlänge von 17 cm. Er ähnelte dem Guamrohrsänger. Der Schnabel war jedoch kürzer, die Oberseite war weniger rotbraun, die Flanken und der Bauch waren dunkler und mehr bräunlich.

## Lebensraum und Lebensweise
Es gibt keine Feuchtgebiete auf Aguijan und so war der Aguijanrohrsänger auf Waldgebiete beschränkt, wo er insbesondere das dichte Blätterdach bewohnte. Er kam auch in von Menschen gestörten Gebieten vor, die von Baumhainen und Dickicht dominiert waren. Über seine Lebensweise ist kaum etwas bekannt.

## Aussterben
Die fünf Typusexemplare des Aguijanrohrsängers wurden im Februar 1940 gesammelt, als die Art noch häufig war. Bei einer Erhebung des United States Fish and Wildlife Service im Jahr 1982 wurde der Bestand auf vier bis 15 Individuen geschätzt. 1995 wurden nur noch zwei Exemplare beobachtet. Ausgedehnte Suchexpeditionen in den 2000, 2001, 2008 und 2009 blieben ergebnislos. Daher wurde er 2016 von der IUCN für ausgestorben (extinct) erklärt. Das Verschwinden könnte auf die Lebensraumvernichtung durch die Japaner zurückzuführen sein, die zwischen 1914 und 1945 vorgenommen wurde. In den 1950er Jahren wurden Ziegen auf Aguijan eingeführt, die die Vegetation zerstörten. Als weitere Aussterbeursachen werden die Nachstellung durch verwilderte Hauskatzen, eingeschleppte Ratten und Pazifikwarane angenommen.